# Саралаев, Урмат Кадыкеевич
Урмат Кадыкеевич Саралаев (1 июля 1946, Нарын — 13 сентября 2015, Нарын) — Чрезвычайный и Полномочный Посол Кыргызской Республики, политик, дипломат, публицист, кандидат философских наук, доктор политических наук, академик Международной Академии наук Турон Республики Узбекистан, Почетный профессор Чуйского университета (Кыргызстан).
Автор более ста научных трудов и публикаций, в том числе семи монографий, десяти учебно-методических пособий и одиннадцати методических пособий, трех учебных пособий и разговорника.

## Биография
Родился 1 июля 1946 года в городе Нарын и вырос в селе Кочкорка. Его отец Саралаев Кадыке (1908—1986) был советским партийным работником. Мать Токо кызы Шайымбубу была домохозяйкой.
С 1964 года, окончив Кочкорскую среднюю школу № 2 имени 40-летия ВЛКСМ, по 1969 год работал на различных должностях в Ак-Талинском и Тогуз-Тороуском районах.
1969—1975 годы учился на факультете иностранных языков Киргизского государственного университета имени 50-летия СССР по специальности «Немецкий язык и литература».
1975—1988 годы — референт, старший референт, заведующий отделом, Заместитель Председателя президиума Кыргызского общества дружбы и культурных связей с зарубежными странами.
1988—1991 годы — консул Генерального консульства Союза Советских Социалистических Республик в городе Чойбалсан (Монгольская Народная Республика), одновременно — заместитель руководителя Представительства Союза советских обществ дружбы и культурных связей с зарубежными странами в Монгольской Народной Республике (Улан-Батор, Чойбалсан).
1992—1993 годы — заведующий отделом стран Азии и Тихого океана Министерства иностранных дел Кыргызской Республики.
1993—1996 годы — референт, заместитель заведующего отделом внешних связей Аппарата Правительства Кыргызской Республики.
1996—1999 годы — первый секретарь, затем советник Посольства Кыргызской Республики в Республике Узбекистан.
2000—2001 годы — начальник Консульского управления Министерства иностранных дел Кыргызской Республики.
2001—2003 годы — советник, заведующим консульским отделом Посольства Кыргызской Республики в Федеративной Республике Германия.
2004—2006 годы — эксперт, заместитель заведующего отделом международного сотрудничества Аппарата Премьер-министра Кыргызской Республики.
2006—2010 годы- советник Посольства Кыргызской Республики в Республике Таджикистан.
2010—2014 годы — Чрезвычайный и Полномочный Посол Кыргызской Республики в Республике Таджикистан.
С января по сентябрь 2015 года — Проректор по науке Дипломатической академии имени Казы Дикамбаева Министерства иностранных дел Кыргызской Республики.
Скончался 13 сентября 2015 года в больнице города Нарын. Похоронен на Ала-Арчинском кладбище Бишкека.

## Публикации
- Международное общение: теория и практика. — 1999.
- Теоретические аспекты проблемы международного общения. — 2000.
- Международное общение как основы межгосударственных отношений. — 2001.
- Международные отношения Кыргызстана. — 2004.
- Международное общение как основа межгосударственных отношений и важный фактор в укреплении интеграционных связей и сотрудничества между государствами. — 2010.
- Линия Жизни. — 2011.
- Нас объединяют беззаботное детство и чистота юношеских помыслов. — 2012.
- Знатные предки и достойные потомки. — 2013.
- Кыргызстан — Таджикистан: добрососедские, доверительные и взаимовыгодные отношения. — 2013.
- Политические процессы в глобализирующемся мире. — 2013.

## Награды, ранги
- Грамота Верховного Совета Кыргызской Советской Социалистической Республики
- Почётная грамота Кыргызской Республики (2006 год)
- Почётная грамота Правительства Кыргызской Республики
- Правительственные награды Монгольской Народной Республики
- Медаль Шанхайской Организации Сотрудничества
- Юбилейная медаль «75 лет МИД Кыргызской Республики» (посмертно, 2019 год)
- Дипломатический ранг «Чрезвычайный и Полномочный Посол Кыргызской Республики» (2011 год)